# Magda Aelvoet

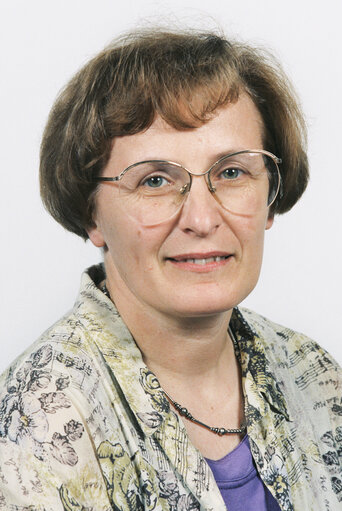
Magda Aelvoet

Magdalena „Magda“ Godelieve Hilda Aelvoet (* 4. April 1944 in Steenokkerzeel, Flämisch-Brabant, Belgien) ist eine ehemalige belgische Politikerin der AGALEV.

## Biografie
Nach dem Schulbesuch studierte sie Germanistik und erwarb den akademischen Grad Candidat. Ein weiteres Studium der Politik- und Sozialwissenschaft an der Katholieke Universiteit Leuven beendete sie mit einem Lizenziat.
Ihre politische Laufbahn begann sie 1985 als Kandidatin der ökologischen Partei AGALEV mit der Wahl zur Senatorin. Nach sechsjähriger Mitgliedschaft im Senat war sie von 1991 bis 1995 Mitglied der Abgeordnetenkammer. 1994 wurde sie zum Mitglied des 4. Europäischen Parlamentes gewählt und gehörte diesem bis 1999 an.
Für ihre politischen Verdienste, insbesondere bei der vierten belgischen Staatsreform 1993, wurde ihr am 30. Januar 1995 der Ehrentitel einer Staatsministerin verliehen und damit die Mitgliedschaft im Kronrat.
Nach ihrem Ausscheiden aus dem Europäischen Parlament wurde sie im Juli 1999 von Premierminister Guy Verhofstadt in dessen aus mehreren Parteien bestehende Koalitionsregierung berufen und übernahm in dessen erstem Kabinett die Ämter einer Vizepremierministerin sowie Ministerin für Verbraucherschutz, öffentliche Gesundheit und Umwelt. Aus Protest gegen belgische Waffenlieferungen nach Nepal trat sie am 28. August 2002 vorzeitig von diesen Ämtern zurück und wurde von ihrem Parteifreund Jef Tavernier abgelöst.
Bei den Parlamentswahlen im Mai 2003, bei der die AGALEV dramatische Stimmenverluste zu verzeichnen hatte, erlitt sie eine Wahlniederlage und erzielte kein Mandat in der Abgeordnetenkammer. In der Folgezeit war sie Mitglied des Gemeinderates von Löwen und zog sich im September 2008 endgültig aus dem politischen Leben zurück.